# Angel Marchand
Angel M. Marchand (San Juan, 1º giugno 1912 – San Juan, 19 febbraio 2005) è stato un immunologo portoricano.

## Biografia
Angel Marchand nel 1931 conseguì una laurea in Arte presso la facoltà di Hamilton, in Ohio. Nel 1935 si laureò presso l'ateneo Case Western Medical School, diventando il primo allergologo e immunologo portoricano al mondo. Tra il 1951 e il 1952 fu il rettore dell'American College of Chest Physicians .
La sua costante ricerca e un intenso studio dell'immunologia a Santurce gli ha permesso di sviluppare molti vaccini per curare o prevenire allergie diffuse soprattutto nei climi tropicali. 
Marchand è stato anche un esponente di spicco del Partito Popolare Democratico di Porto Rico; inoltre, è anche stato un atleta, partecipando per Porto Rico alle Olimpiadi del 1968, diventando l'atleta portoricano più vecchio a partecipare ad un'olimpiade, all'età di 56 anni .